# 김영희 (1962년)
김영희(金瑛姬, 1962년 3월 5일 ~ )은 대한민국의 제7·8대 경기도 오산시의원이자, 제11대 경기도의원이다.

## 학력
- 국립공주대학교 사범대학 음악교육과 졸업

## 경력
- 성균관 어린이집 원장
- 전원유치원 원장
- 오산시 수영연맹 이사
- 오산시 평화통일자문위원
- 오산시 중앙도서관 운영위원
- 오산시 문화원 이사
- 오산시 환경운동연합 자문위원
- 오산시 여성발전 심의위원
- 오산시 소비자정책 심의위원
- 2014.07 ~ 2018.06 제7대 경기도 오산시의회 의원
- 2014.07 ~ 2016.07 제7대 경기도 오산시의회 전반기 예산결산특별위원회 위원
- 2016.07 ~ 2018.06 제7대 경기도 오산시의회 후반기 예산결산특별위원회 위원
- 2018.07 ~ 2022.06 제8대 경기도 오산시의회 전반기 예산결산특별위원회 위원장
- 2018.07 ~ 2020.07 제8대 경기도 오산시의회 후반기 예산결산특별위원회 위원
- 2024.04 ~ 제11대 경기도의회 의원
- 2024.04 ~ 2024.07 제11대 경기도의회 전반기 안전행정위원회 위원
- 2024.07 ~ 제11대 경기도의회 후반기 교육기획위원회 위원

## 수상
- 2016 경기도시군의회의장남부권협의회 의정대상
- 2018 경기도시군의회의장협의회 의정활동 우수의원

## 역대 선거 결과
|  | 49.78% |

|  | 39.98% |

|  | 59.76% |